# Исраелян, Георгий Аванесович
Георгий (Геворг, Жора) Аванесович Исраелян (1920—1989) — советский военнослужащий. В Рабоче-крестьянской Красной Армии и Советской Армии служил с 1940 по 1946 год. Участник Великой Отечественной войны. Полный кавалер ордена Славы. Первый военнослужащий в истории Вооружённых Сил СССР, награждённый орденом Славы III степени. Воинское звание — старшина.

## Биография
Георгий Аванесович Исраелян родился 15 июня 1920 года в селе Неркин Сызнек (Нижний Сызнек) Шушинского уезда Азербайджанской ССР в семье ремесленника-кустаря. Армянин. Окончил 6 классов школы в 1937 году. До призыва на военную службу работал в колхозе.

### На фронтах Великой Отечественной войны
В ряды Рабоче-крестьянской Красной Армии Г. А. Исраелян был призван Степанакертским районным военкоматом Нагорно-Карабахской автономной области Азербайджанской ССР 11 сентября 1940 года. Срочную службу проходил на территории Эстонской ССР в составе 140-го стрелкового полка 182-й стрелковой дивизии. В боях с немецко-фашистскими захватчиками Георгий Аванесович с июля 1941 года на Северо-Западном фронте. Боевое крещение принял под городом Порховом. Затем в составе полка с боями отступал в район Старой Руссы, где осенью 1941 года войска Северо-Западного фронта сумели остановить дальнейшее продвижение врага, а в период контрнаступления советских войск под Москвой провели Демянскую наступательную операцию. Во время напряжённых боёв в конце февраля 1942 года в районе деревни Пеньково сапёр сапёрного взвода 140-го стрелкового полка красноармеец Г. А. Исраелян на протяжении 10 суток почти без сна и отдыха проводил группы разведчиков через инженерные заграждения противника, а также минировал дороги в тылу немцев.
В ходе зимнего наступления 1942 года 182-я стрелковая дивизия сумела лишь немного потеснить врага и закрепилась на достигнутых позициях в районе населённых пунктов Борисово, Звад и Медведно. В дальнейшем части дивизии вели в этом районе позиционные бои, периодически предпринимая попытки наступления на Старую Руссу с севера. 18 и 21 августа 1942 года, работая под интенсивным огнём противника в составе группы сапёров, красноармеец Исраелян лично установил 200 мин, тем самым обезопасив стыки стрелковых подразделений дивизии, а также проделал три прохода в заграждениях противника.
После разгрома немецко-фашистских войск под Сталинградом советское командование решило перехватить стратегическую инициативу и на других участках советско-германского фронта. В январе 1943 года Ставкой Верховного Главнокомандования был одобрен план стратегической операции «Полярная звезда», в рамках которой войскам Северо-Западного фронта предстояло, наконец, ликвидировать демянский котёл.

### Демянская наступательная операция
14 февраля 1943 года войска Северо-Западного фронта перешли в наступление в рамках Демянской фронтовой операции. 182-й стрелковой дивизии предстояло прорвать хорошо оборудованную в инженерном отношении оборону противника на рубеже Чириково—Пенно, и перерезав шоссе Старая Русса — Холм, продвинуться на рубеж реки Полисть. 140-й стрелковый полк под командованием майора М. И. Кротова 23 февраля завязал бои за опорный пункт немцев колхоз Пенно. Перед началом атаки младший сержант Г. А. Исраелян проделал проход в проволочном заграждении, сняв при этом 27 мин, но едва стрелковые подразделения поднялись в атаку, ожил немецкий ДЗОТ, который шквальным огнём вновь прижал советскую пехоту к земле. В сложившейся ситуации Г. А. Исраелян, ближе других располагавшийся к огневой точке, проявил мужество и отвагу. Под ливнем пуль он сумел подобраться к ДЗОТу и забросал его гранатами, уничтожив станковый пулемёт вместе с расчётом. Во время штурма немецких укреплений он объединил вокруг себя небольшую группу сапёров, силами которой неоднократно обеспечивал продвижение пехоты, при этом уничтожив ещё две пулемётные точки и взорвав 3 укреплённых блиндажа врага. 24 февраля 140-й стрелковый полк при поддержке танков 32-го танкового полка начал непосредственный штурм деревни Пенно. Во время атаки младший сержант Исраелян шёл впереди стрелковых подразделений и первым ворвался на немецкие позиции. В схватке в траншеях он забросал гранатами три блиндажа, истребив 7 немецких солдат, и захватил пулемёт, из которого продолжал разить живую силу неприятеля. Когда в расположении неприятеля был подбит советский танк, Георгий Аванесович остался возле повреждённой машины, и организовав вместе с танкистами круговую оборону, отразил натиск врага, пытавшегося взять в плен экипаж, уничтожив при этом 20 немецких солдат.
Несмотря на локальные успехи, достигнутые в ходе операции, взломать долговременную оборону врага, которую немцы создавали почти полтора года, советским войскам не удалось. Бои за Старую Руссу с переменным успехом продолжались до февраля 1944 года.

### Орден Славы III степени
В начале осени 1943 года в боях под Старой Руссой Георгий Аванесович был тяжело ранен. Это было уже четвёртое его ранение за время войны. К ноябрю он вернулся в свой полк, который в это время занимал позиции в районе деревни Соболево. Опытного сапёра, пользовавшегося большим авторитетом не только в сапёрном взводе, но и в полку, назначили командиром сапёрного отделения. «Он сапёр божьей милостью», — говорили об Исраеляне офицеры полка. Георгий Аванесович унаследовал от отца профессию портного и благодаря ловким пальцам за несколько секунд мог справиться с любым оставленным немцами «сюрпризом». Бывали случаи, когда сапёры на передовой сталкивались с неизвестными ранее образцами взрывных устройств. Тогда звали Исраеляна, который быстро разгадывал секреты устройства вражеской мины. За два с небольшим года войны, на участках, где разминирование вёл Георгий Аванесович, на минах не подорвался ни один советский солдат. Именно такой младший командир, способный внушить бойцам уверенность в успехе предприятия и провести их через усеянное минами поле, был нужен командованию полка для выполнения ответственного боевого задания.
Накануне праздника 7 ноября сержанта Г. А. Исраеляна вызвали в штаб. Разведчики доложили, что противник усиливает артиллерией свои части на участке обороны полка, а захваченный в плен немецкий лейтенант рассказал, что значительная часть личного состава немецкого подразделения получила несколько выходных. Всё свидетельствовало о том, что немцы планировали какую-то крупную операцию. Командование решило опередить врага и сорвать его планы, а заодно и произвести детальную разведку немецких укреплений. Провести разведку боем было поручено стрелковой роте лейтенанта Зубатова, усиленной взводом разведчиков, а проложить пехоте путь через вражеские инженерные заграждения должны были сапёры под командованием сержанта Г. А. Исраеляна. В ночь на 7 ноября разведгруппа начала выдвижение к переднему краю противника — впереди бойцы Исраеляна во главе со своим командиром, следом за ними пехотинцы. Свои мины сапёры сняли быстро, с немецкими возились чуть дольше — из земли пришлось извлечь более 15 фугасов. Когда до немецких позиций осталось не более 20 метров, разведчики по сигналу командира группы устремились на немецкие позиции, гранатами проложив себе путь через ряды колючей проволоки. Сержант Исраелян первым ворвался во вражескую траншею, где завязал ближний бой с врагом. Действуя гранатами и трофейным ручным пулемётом, сапёры Г. А. Исраелян и А. И. Скороходов взорвали два немецких блиндажа, уничтожили 50-миллиметровый миномёт и истребили 15 военнослужащих вермахта. Во время боя Георгий Аванесович успевал подмечать каждый изгиб вражеских траншей, расположение пулемётных и миномётных гнёзд, позиции артиллерийских батарей. Бой был скоротечный, и по сигналу разведгруппа быстро отошла на свою сторону, но за это короткое время разведчики успели нанести большой урон врагу, а также наметить наиболее удобные пути подхода к немецким позициям, вскрыть очертание переднего края противника и расположение его огневых средств. Данные, добытые разведчиками, стали целями для полковой и дивизионной артиллерии. За образцовое выполнение боевого задания командования приказом от 17 ноября 1943 года сержант Г. А. Исраелян был награждён орденом Славы 3-й степени (№ 803). Георгий Аванесович стал первым военнослужащим Красной Армии, награждённым этой наградой.

### Орден Славы II степени
18 февраля 1944 года войска 2-го Прибалтийского фронта перешли в наступление в рамках Старорусско-Новоржевской операции. 140-й стрелковый полк гвардии майора В. И. Родионова прорвал оборону немцев к югу от Старой Руссы, и развивая наступление в направлении посёлка Волот и далее на Морино, прошёл с боями 180 километров и первым в дивизии ворвался в город Дно. Продолжая наступление на запад, 182-я стрелковая дивизия в начале марта вышла на рубеж реки Великая. Первая попытка форсировать водную преграду оказалась неудачной. Но 26 марта штурмовые батальоны дивизии переправились через реку в районе населённого пункта Середкино-Слепни и захватили небольшой плацдарм на правом берегу. В числе первых водную преграду преодолело и сапёрное отделение сержанта Г. А. Исраеляна. Работая под шквальным огнём врага, Георгий Аванесович со своими бойцами проделал проходы в проволочном заграждении, открыв путь стрелковому подразделению к опорному пункту немцев деревне Глыжино. Вместе с пехотой сапёры участвовали в штурме населённого пункта. Взятие опорного пункта немцев позволила бойцам отделения Исраеляна быстро наладить переправу, благодаря чему на захваченный стрелковыми подразделениями плацдарм переправилась полковая артиллерия. В последующие два дня Георгий Аванесович с несколькими сапёрами своего отделения проделал большую работу по закреплению достигнутых рубежей, установив перед позициями своей пехоты 1500 мин. Когда 29 марта противник крупными силами перешли в контратаку с целью ликвидации плацдарма, много немецких солдат погибло на минном поле, что во многом способствовало успешному отражению натиска врага. В первой декаде апреля 1944 года 140-й стрелковый полк вёл успешные бои за расширение плацдарма на правом берегу Великой. К 10 апреля штурмовой батальон форсировал реку Петь, приток Великой. В ночь на 10 апреля 1944 года сапёрное отделение сержанта Исраеляна под ураганным артиллерийско-миномётным огнём противника навели переправу через водную преграду, дав возможность переправить на другой берег артиллерийские орудия. За мужество и отвагу, проявленные в боях за плацдарм на западном берегу реки Великая приказом от 27 апреля 1944 года Георгий Аванесович был награждён орденом Славы 2-й степени (№ 965).

### Орден Славы I степени
Летом 1944 года 182-я стрелковая дивизия уже вела бои на территории Прибалтики. Старший сержант Г. А. Исраелян, перед началом Режицко-Двинской операции назначенный на должность помощника командира сапёрного взвода, в ходе наступления умело руководил группами сапёров, обеспечивая быстрое продвижение стрелковых частей. Только во время Мадонской операции за период с 1 по 6 августа Георгий Аванесович, командуя группами разграждения, разминировал три минных поля, обезвредив при этом более 170 противотанковых и противопехотных мин, чем обеспечил высокие темпы наступления своего полка. 2 августа 1944 года 140-й стрелковый полк прорвал немецкую оборону у деревни Пелечаре (Pelēčāre, ныне Рудзатская волость Ливанского края Латвии) и к середине дня вышел на рубеж реки Нерета (Неретиня) у села Сталидзани (Nātras Staleidzāni, ныне Аташиенская волость Крустпилсского края Латвии). Стремясь закрепиться на новых рубежах и остановить дальнейшее продвижение советских войск, немцы отошли за реку и взорвали мост. Старший сержант Исраелян, прибывший к месту взрыва, быстро мобилизовал сапёров и бойцов других подразделений и организовал восстановительные работы. Скоро мост был готов, и по нему на другой берег переправились основные силы дивизии с тяжёлым вооружением и техникой. Стремительная переправа советских войск через Нерету явилась полной неожиданностью для немцев, и они не сумели организовать сопротивление, что позволило частям дивизии значительно продвинуться вперёд. Георгий Аванесович со своими бойцами продолжал вести инженерную разведку, действуя впереди стрелковых подразделений. 5 августа его группа сумела выйти во фланг группировки противника в районе деревни Римшас (Rimšas, ныне Межарская волость Крустпилсского края Латвии) и перерезать дорогу на Рубени (Medņu Rubeņi, ныне Вариешская волость Крустпилсского края Латвии), по которой отступали немцы. Устроив засаду, сапёры разгромили колонну вражеской пехоты, истребив 10 и взяв в плен 16 солдат неприятеля. 6 августа 1944 года 140-й стрелковый полк вышел на рубеж реки Айвиексте и захватил плацдарм на её левом берегу, первым в дивизии выполнив поставленную боевую задачу. Всего в боях с 11 июля по 7 августа 1944 года бойца гвардии майора В. И. Родионова освободили 79 населённых пунктов, истребили около 1000 вражеских солдат и офицеров, взяли в плен более 60 военнослужащих вермахта. За храбрость, мужество и бесстрашие, проявленные в боях за освобождение Латвийской ССР, 10 августа 1944 года командир полка представил старшего сержанта Г. А. Исраеляна к ордену Славы 1-й степени. Высокая награда за номером 179 была присвоена Георгию Аванесовичу указом Президиума Верховного Совета СССР от 24 марта 1945 года.

### В Восточной Пруссии
В сентябре 1944 года 182-я стрелковая дивизия вела бои на рижском направлении. В октябре она была переброшена под Шяуляй и в составе 43-й армии 1-го Прибалтийского фронта вела наступление на мемельском направлении, в ходе которого вышла на рубеж реки Неман. К началу 1945 года Г. И. Исраелян получил звание старшины и принял под командование сапёрный взвод своего полка. 20 января в рамках Восточно-Прусской операции 140-й стрелковый полк переправился через Неман и штурмом взял опорный пункт обороны немцев Каукемен, чем нарушил систему обороны противника и тем самым обеспечил успешное форсирование реки остальными частями дивизии. Стремительным ударом в юго-западном направлении полк опрокинул боевые порядки немцев, и пройдя за день 30 километров, освободил 19 населённых пунктов и к исходу дня вышел на берег залива Куриш-Гаф. Десять дней спустя полк уже вёл бои к северу от Кёнигсберга. 31 января перед ним была поставлена задача овладеть опорным пунктом обороны немцев деревней Надрау и перерезать дорогу, связывающую Гранц со столицей Восточной Пруссии. Смелым обходным манёвром бойцы гвардии подполковника Родионова проникли в тыл немцев, неожиданно атаковал позиции противника и обратил его в паническое бегство. В ходе скоротечного боя взвод старшины Исраеляна нанёс большой урон врагу.
3-4 февраля 182-я стрелковая дивизия вела тяжёлые бои за овладение крупным населённым пунктом Побетен. Взвод Г. И. Исраеляна в это время находился непосредственно в боевых порядках пехоты и вместе с ней участвовал в штурме опорного пункта неприятеля. 4 февраля Георгий Аванесович одним из первых поднял свой взвод в атаку, ворвался во вражеские траншеи и лично уничтожил огневую точку противника вместе с расчётом. В уличных боях в Побетене он увлекал своих бойцов на выполнение боевой задачи, «и воодушевляя своим примером отваги остальных, во многом способствовал разгрому вражеского опорного пункта и овладению им», в бою лично уничтожил немецкого офицера.
Во второй половине февраля 182-я стрелковая дивизия активной обороной сковывала силы немецкой оперативной группы «Земланд», стремившейся деблокировать почти полностью окружённый гарнизон Кёнигсберга и восстановить его снабжение через гавани Земландского полуострова. 23-24 февраля 140-й стрелковый полк отражал яростный натиск противника севернее Меденау в районе господского двора Вареген. Во время одной из атак на участке обороны полка сложилась напряжённая ситуация: противник под прикрытием огневого вала сумел почти вплотную приблизиться к советским траншеям. В критический момент, несмотря на шквальный артиллерийский и миномётный огонь со стороны немцев, взвод старшины Г. А. Исраеляна вступил в бой с врагом. Воодушевляемые своим командиром, сапёры из личного оружия в упор расстреливали немецкую пехоту, истребив 40 вражеских солдат, чем спасли положение.
В апреле 1945 года 182-я стрелковая дивизия принимала участие в разгроме земландской группировки противника. В середине месяца старшина Г. А. Исраелян со своими бойцами вышел на побережье Балтийского моря, где и завершил свой боевой путь. Несколькими днями позже дивизия была переброшена в район Гдингена, где встретила День Победы.

### После войны
После окончания Великой Отечественной войны старшина Г. А. Исраелян оставался на военной службе до 1946 года. После демобилизации и до 1952 года Георгий Аванесович жил в городе Баку, где работал в военизированной охране. Затем переехал в город Иолотань Туркменской ССР. Трудился закройщиком на Иолотаньском райпромкомбинате. В 1967 году перебрался в Регар (с 1978 года — Турсунзаде) Таджикской ССР. Работая на местном комбинате бытового обслуживания, прошёл путь от рядового закройщика до начальника цеха. Свой производственный план в 9-й пятилетке Георгий Аванесович выполнил за три года. Был награждён почётным знаком «Ударник пятилетки». Умер Г. А. Исраелян 31 января 1989 года. Похоронен в городе Турсунзаде Республики Таджикистан.

## Награды
- Орден Красного Знамени (31.03.1945)[8]
- Орден Отечественной войны 1-й степени (06.04.1985)[28]
- Орден Красной Звезды (22.03.1943)[11]
- Орден Славы 1-й степени (24.03.1945)[24]
- Орден Славы 2-й степени (27.04.1944)[21]
- Орден Славы 3-й степени (17.11.1943)[19]
- Медали, в том числе:

Медаль «За боевые заслуги» (05.09.1942)
Медаль «За победу над Германией в Великой Отечественной войне 1941-1945 гг.»

## Документы
- Общедоступный электронный банк документов «Подвиг Народа в Великой Отечественной войне 1941—1945 гг.» Дата обращения: 5 сентября 2014. Архивировано из оригинала 11 мая 2017 года. Номера в базе данных:

Орден Красного Знамени (архивный реквизит 23022376).
Орден Отечественной войны 1-й степени (архивный реквизит 1515337258).
Орден Красной Звезды (архивный реквизит 19221495).
Представление к ордену Славы 1-й степени (архивный реквизит 46570674).
Указ Президиума Верховного Совета СССР от 24 марта 1945 года (архивный реквизит 46801404).
Список награждённых указом Президиума Верховного Совета СССР от 24 марта 1945 года (архивный реквизит 46801917).
Орден Славы 2-й степени (архивный реквизит 21582028).
Орден Славы 3-й степени (архивный реквизит 17974198).
Медаль «За боевые заслуги» (архивный реквизит 10534746).

## Комментарии
1. ↑  Ныне де-факто село Аскеранского района Нагорно-Карабахской Республики, де-юре — Ходжалинского района Азербайджанской Республики.